# Year One
Year One er en amerikansk komediefilm fra 2009, instrueret af Harold Ramis og produceret af Judd Apatow. Filmen har skuespillerne Jack Black og Michael Cera i hovedrollerne som Zed og Oh.

## Handling
Year One følger jægeren Zed (Jack Black) og samleren Oh (Michael Cera) i deres eventyr gennem de bibelske fortællinger. På deres vej møder de bl.a. Kain og Abel (David Cross og Paul Rudd) og Abraham (Hank Azaria)

## Medvirkende
- Jack Black
- Michael Cera
- Olivia Wilde
- June Raphael
- David Cross
- Paul Rudd
- Hank Azaria
- Juno Temple
- Oliver Platt
- Bill Hader
- Harold Ramis